# Кольарицький сільський округ
Кольари́цький сільський округ (каз. Көларық ауылдық округі, рос. Кольарыкский сельский округ) — адміністративна одиниця у складі Казалінського району Кизилординської області Казахстану. Адміністративний центр та єдиний населений пункт — село імені Актан-батира.
Населення — 1468 осіб (2021; 1208 у 2009, 1562 у 1999, 1465 у 1989).
Станом на 1989 рік існувала Кольарицька сільська рада (села 22 Партз'їзду, Мирзабек).

## Склад
До складу округу входять такі населені пункти:
| Населений пункт          | Колишні назви | Населення, осіб (1989) | Населення, осіб (1999) | Населення, осіб (2009) | Населення, осіб (2021) |
| ------------------------ | ------------- | ---------------------- | ---------------------- | ---------------------- | ---------------------- |
| імені Актан-батира, село | 22 Партз'їзду | 1125                   | 1562                   | 1208                   | 1468                   |
| Мирзабек, село           | -             | 340                    | -                      | -                      | -                      |